# Premiership 2019-2020 (Irlanda del Nord)
La NIFL Premiership 2019-2020, nota anche come Danske Bank Premiership per motivi di sponsorizzazione, è stata la 119ª edizione della massima serie del campionato nordirlandese di calcio, la settima dopo il cambio di denominazione. La stagione è iniziata il 9 agosto 2019, sospesa il 13 marzo 2020 a causa dell'emergenza dovuta alla pandemia di COVID-19 e conclusa il 23 giugno 2020, senza disputare le ultime due giornate rimanenti della prima fase e le gare della seconda fase. Il Linfield si è riconfermato campione per la cinquantaquattresima volta nella sua storia, la seconda consecutiva.

## Stagione

### Novità
Dalla Premiership 2018-2019 sono state retrocesse l'Ards e il Newry City, mentre dalla Championship sono state promosse il Larne, prima classificata, e il Carrick Rangers, vincitrice dello spareggio promozione-retrocessione.

### Formula
Le 12 squadre partecipanti si affrontano in un triplo girone di andata-ritorno-andata, per un totale di 33 giornate. Al termine, le squadre sono divise in due gruppi di 6, in base alla classifica; ogni squadra affronta poi per la quarta volta le altre formazioni del proprio gruppo. La squadra campione dell'Irlanda del Nord è ammessa al turno preliminare della UEFA Champions League 2020-2021. La seconda classificata è ammessa al turno preliminare della UEFA Europa League 2020-2021. Al termine delle 38 giornate di campionato le squadre classificatesi dal terzo al sesto posto partecipano a dei play-off per un posto al turno preliminare della UEFA Europa League 2020-2021. Se una delle squadre si è qualificata alla Europa League attraverso la Irish Cup, ai play-off partecipano le restanti quattro squadre. L'undicesima classificata affronta in uno spareggio promozione-retrocessione la seconda classificata della Championship, mentre l'ultima classificata retrocede direttamente in Championship.

## Squadre partecipanti
| Club             | Città         | Stadio                 | Stagione precedente            |
| ---------------- | ------------- | ---------------------- | ------------------------------ |
| Ballymena Utd    | Ballymena     | The Showgrounds        | 2º posto in Premiership        |
| Carrick Rangers  | Carrickfergus | Hotel Loughshore Arena | 2º posto in Championship       |
| Cliftonville     | Belfast       | Solitude               | 5º posto in Premiership        |
| Coleraine        | Coleraine     | The Showgrounds        | 6º posto in Premiership        |
| Crusaders        | Belfast       | Seaview                | 4º posto in Premiership        |
| Dungannon Swifts | Dungannon     | Stangmore Park         | 9º posto in Premiership        |
| Glenavon         | Lurgan        | Mourneview Park        | 3º posto in Premiership        |
| Glentoran        | Belfast       | The Oval               | 7º posto in Premiership        |
| Institute        | Derry         | Brandywell Stadium     | 8º posto in Premiership        |
| Larne            | Larne         | Inver Park             | 1º posto in Championship       |
| Linfield         | Belfast       | Windsor Park           | Campione dell'Irlanda del Nord |
| Warrenpoint Town | Warrenpoint   | Milltown               | 10º posto in Premiership       |

## Prima fase

### Classifica finale
|       | Pos. | Squadra          | MP   | Pt | G  | V  | N | P  | GF | GS | DR  |
| ----- | ---- | ---------------- | ---- | -- | -- | -- | - | -- | -- | -- | --- |
|       | 1.   | Linfield         | 2,23 | 69 | 31 | 22 | 3 | 6  | 71 | 24 | +47 |
|       | 2.   | Coleraine        | 2,10 | 65 | 31 | 19 | 8 | 4  | 64 | 24 | +40 |
|       | 3.   | Crusaders        | 1,90 | 59 | 31 | 17 | 8 | 6  | 66 | 30 | +36 |
|       | 4.   | Cliftonville     | 1,90 | 59 | 31 | 18 | 5 | 8  | 48 | 22 | +26 |
| [ 2 ] | 5.   | Glentoran        | 1,87 | 58 | 31 | 17 | 7 | 7  | 60 | 33 | +27 |
|       | 6.   | Larne            | 1,81 | 56 | 31 | 16 | 8 | 7  | 59 | 29 | +30 |
|       | 7.   | Glenavon         | 1,13 | 35 | 31 | 10 | 5 | 16 | 46 | 71 | -25 |
|       | 8.   | Carrick Rangers  | 1,03 | 32 | 31 | 10 | 2 | 19 | 34 | 47 | -13 |
|       | 9.   | Dungannon Swifts | 0,97 | 30 | 31 | 8  | 6 | 17 | 36 | 76 | -40 |
|       | 10.  | Ballymena Utd    | 0,87 | 27 | 31 | 7  | 6 | 18 | 34 | 54 | -20 |
|       | 11.  | Warrenpoint Town | 0,58 | 18 | 31 | 5  | 3 | 23 | 26 | 85 | -59 |
|       | 12.  | Institute        | 0,48 | 15 | 31 | 2  | 9 | 20 | 23 | 72 | -49 |

Legenda:
      Campione dell'Irlanda del Nord e ammessa alla UEFA Champions League 2020-2021
      Ammessa alla UEFA Europa League 2020-2021
      Retrocessa in NIFL Championship 2020-2021
Note:
Tre punti a vittoria, uno a pareggio, zero a sconfitta.

### Risultati

#### Partite (1-22)
|                  | Bal  | CaR  | Cli  | Col  | Cru  | Dun  | Gln  | Glt  | Ins  | Lar  | Lin  | War  |
| ---------------- | ---- | ---- | ---- | ---- | ---- | ---- | ---- | ---- | ---- | ---- | ---- | ---- |
| Ballymena Utd    | –––– | 1-2  | 2-1  | 1-1  | 1-1  | 3-2  | 2-1  | 1-3  | 1-1  | 0-3  | 1-2  | 4-0  |
| Carrick Rangers  | 0-1  | –––– | 0-1  | 1-4  | 1-3  | 1-0  | 6-2  | 0-1  | 3-0  | 1-2  | 0-3  | 1-0  |
| Cliftonville     | 1-0  | 3-1  | –––– | 1-0  | 4-2  | 5-0  | 0-2  | 0-2  | 1-0  | 1-0  | 0-1  | 4-0  |
| Coleraine        | 2-0  | 3-2  | 1-1  | –––– | 4-2  | 5-0  | 2-2  | 2-2  | 0-0  | 0-0  | 1-0  | 3-0  |
| Crusaders        | 0-1  | 3-0  | 1-2  | 0-2  | –––– | 3-0  | 3-2  | 5-2  | 1-1  | 2-2  | 1-0  | 4-0  |
| Dungannon Swifts | 2-2  | 2-1  | 0-4  | 0-2  | 1-6  | –––– | 2-1  | 3-1  | 2-2  | 0-1  | 1-4  | 3-1  |
| Glenavon         | 3-1  | 1-0  | 1-2  | 0-4  | 2-2  | 5-0  | –––– | 1-1  | 3-1  | 1-3  | 1-0  | 2-0  |
| Glentoran        | 3-1  | 3-1  | 0-1  | 2-2  | 1-1  | 6-1  | 4-0  | –––– | 4-0  | 2-1  | 3-0  | 2-1  |
| Institute        | 1-1  | 0-2  | 2-3  | 2-0  | 0-6  | 2-3  | 1-4  | 1-1  | –––– | 1-4  | 0-3  | 0-1  |
| Larne            | 2-4  | 0-0  | 1-1  | 2-2  | 0-0  | 0-0  | 6-0  | 2-3  | 1-1  | –––– | 3-1  | 6-0  |
| Linfield         | 2-1  | 2-0  | 1-0  | 2-4  | 1-1  | 0-0  | 7-0  | 1-0  | 3-1  | 1-0  | –––– | 7-0  |
| Warrenpoint Town | 2-1  | 0-3  | 1-5  | 3-1  | 0-1  | 4-3  | 1-3  | 0-4  | 1-3  | 0-2  | 0-2  | –––– |

#### Partite (23-33)
|                  | Bal  | CaR  | Cli  | Col  | Cru  | Dun  | Gln  | Glt  | Ins  | Lar  | Lin  | War  |
| ---------------- | ---- | ---- | ---- | ---- | ---- | ---- | ---- | ---- | ---- | ---- | ---- | ---- |
| Ballymena Utd    | –––– | 0-2  |      | 0-2  |      |      | 0-3  |      |      | 2-3  | 1-4  |      |
| Carrick Rangers  |      | –––– | 1-0  | 0-2  |      | 1-2  |      |      |      |      | 0-2  | 1-2  |
| Cliftonville     | 1-1  |      | –––– |      |      | 1-1  | 1-0  |      |      |      | 1-2  |      |
| Coleraine        |      |      | 1-0  | –––– | 0-1  |      | 2-1  |      |      |      | 1-1  |      |
| Crusaders        | 2-0  |      | 0-0  |      | –––– | 5-0  |      |      | 2-1  | 3-0  |      |      |
| Dungannon Swifts | 1-0  |      |      |      |      | –––– |      | 0-2  | 2-0  | 0-2  |      |      |
| Glenavon         |      |      |      |      | 2-1  |      | –––– | 2-2  | 2-2  |      |      | 1-1  |
| Glentoran        | 2-0  | 0-0  | 0-2  | 0-1  |      |      |      | –––– |      |      |      | 2-1  |
| Institute        |      | 0-3  |      | 0-4  |      |      |      | 0-2  | –––– | 0-4  |      |      |
| Larne            |      | 4-0  | 1-2  |      |      |      | 1-0  | 2-1  |      | –––– |      | 1-0  |
| Linfield         |      |      |      |      | 4-0  |      | 8-1  |      | 3-0  |      | –––– |      |
| Warrenpoint Town |      |      |      | 0-4  | 0-4  | 4-4  |      |      | 2-2  |      | 1-2  | –––– |

## Seconda Fase
Annullata in seguito alla sospensione definitiva della stagione da parte dell'IFA.

## Spareggi
Annullati in seguito alla sospensione definitiva della stagione da parte dell'IFA.

## Classifica marcatori
| Gol |  |  | Giocatore         | Squadra      |
| --- |  |  | ----------------- | ------------ |
| 18  |  |  | Joe Gormley       | Cliftonville |
| 15  |  |  | Robbie McDaid     | Glentoran    |
| 13  |  |  | Andrew Waterworth | Linfield     |
| 12  |  |  | David McDaid      | Larne        |
| 12  |  |  | Jamie McGonigle   | Crusaders    |
| 12  |  |  | Hrvoje Plum       | Glentoran    |
| 11  |  |  | Joel Cooper       | Linfield     |
| 11  |  |  | Conor McMenamin   | Cliftonville |
| 11  |  |  | Jonathan McMurray | Larne        |
| 11  |  |  | Jordan Owens      | Crusaders    |